# Набеглави
Набегла́ви (груз. ნაბეღლავი) — село в Грузии. Находится в Чохатаурском муниципалитете края Гурия. Является центром общины (сакребуло) (села: Набеглави, Тавпанта, Квабга, Чхакоура). Располагается на высоте 475 метров над уровня моря, на правом берегу реки Губазеули, в 22 км от Чохатаури.   Центр добычи минеральной воды «Набеглави». Известно своим климатом и природными условиями.
В селе есть государственная школа. Название села происходит от слова амбар (груз. ბეღლიდან) .

## Демография
По состоянию на 2014 год в селе проживало 195 человек, из них большинство грузины.
| Год переписи | Население | Мужчин | Женщин |
| ------------ | --------- | ------ | ------ |
| 2002         | 209       | 95     | 114    |
| 2014         | 195       | 88     | 107    |

## Транспорт
Через село проходит автомобильная дорога Чохатаури - Бахмаро. Ближайшая железнодорожная станция - Саджавахо (в 40 км), ближайший порт в Поти, ближайший аэропорт в Кутаиси.

## Курорт
Набеглави − бальнеолого-климатический курорт. Целебным фактором является климат и углекислотная углеводородная натриевая вода. Он богат как лиственными, так и искусственно культивируемыми хвойными лесами. Среднегодовая температура составляет 12,1 °C, Средняя температура января составляет 3,6 °C, августа - 20,2 °C. Минеральная вода «Набеглави» относится к типу «Боржоми». Используется для питья и ванн. Медицинские показания: заболевания желудочно-кишечного тракта, печени, желчевыводящих и мочевыводящих путей, нарушения обмена веществ. В селе находится завод О.О.О. «Water margebeli». В советское время действовал пансионат.